# جاكسون روبرت سكوت
جاكسون روبرت سكوت (بالإنجليزية: Jackson Robert Scott) من مواليد 18 سبتمبر 2010،  هو ممثل أمريكي معروف بلعبه دور جورجي دينبرو في سلسلة أفلام إت، وبودي لوك في لوك آند كي (2020 –) على شبكة نتفليكس.

## النشأة
ولد سكوت ونشأ في فينيكس، أريزونا. وقد التحق ببرنامج الغمر بلغة الماندراين الصينية في مدرسته، حيث تعلم التحدث بلغة الماندراين الصينية. وهو أيضًا عضو في الكشافة الأمريكية.
كان جزءًا من برنامج التمثيل CGTV ، حيث تعلم العديد من تقنيات التمثيل الخاصة به. أثناء عمله في برنامج CGTV ، عمل مع ممثلين من نيكولودين وديزني. كان فصله المفضل هو ورشة الارتجال.

## مسيرته المهنية
حصل سكوت على دوره الأول في عام 2015 في مسلسل عقول اجرامية، وهو مسلسل تلفزيوني أمريكي، أدّى سكوت دور كول فاسكيز في الحلقة الرابعة من الموسم 11 بعنوان "Outlaw". تم بث الحلقة في 21 أكتوبر 2015. وقد أدّى أيضًا شخصية ثانوية في حلقة من مسلسل اخشوا الموتى السائرون بعنوان "TEOTWAWKI" ، أدّى دور تروي أوتو (الطفل).
في عام 2016، تم اختيار سكوت للعب دور جورجي دينبرو في فيلم إت الذي عُرض في 2017 المبني على رواية ستيفن كينغ. جورجي هي شخصية يطاردها بيني وايز المهرج الراقص في بداية الفيلم. قال سكوت إنه لا يشعر بالخوف من بيل سكارسجارد، الذي لعب دور المهرج بيني وايز، حيث قال أن سكارسجارد شخصًا لطيفًا في الحياة الواقعية. حضر سكوت العرض الأول للفيلم في مسرح غرومان الصيني. كرر سكوت دور جورجي في الجزء التالي، إت:الفصل الثاني، الذي صدر في 6 سبتمبر 2019.
في 2018، تم اختيار سكوت لأداء دور تروي في الفيلم القصير Skin، من إخراج غاي ناتيف، والذي حاز جائزة الأوسكار لأفضل فيلم حي قصير في حفل توزيع جوائز الأوسكار الـ 91.
استمرارًا في هذا النوع من الرعب، أدى سكوت دور الشخصية الرئيسية باسم مايلز بلوم في فيلم الأعجوبة، من إخراج نيكولاس مكارثي. كان هذا أول دور بطولة له في فيلم روائي طويل، وشارك في دور البطولة جنبًا إلى جنب مع تايلور شيلينغ.
قام أندريس موسكيتي بإختيار سكوت ليكون جزءًا من مسلسل لوك & كي على شبكة هولو كأحد الممثلين الشباب الرئيسيين إلى جانب الممثلة فرانسيس أوكونور. قام جاكسون بأداء دور بودي لوك، أصغر أفراد العائلة. فيما بعد قامت هولو بإلغاء المسلسل. ومع ذلك، أعادت نتفليكس في وقت لاحق تطوير السلسلة بطاقم جديد، مع الاحتفاظ فقط بجاكسون من طاقم هولو السابق. تم إصدار الموسم الأول على نتفليكس في 7 فبراير 2020.  صرح جاكسون في مقابلة مع صحيفة AZCentral أن بودي هو أكثر شخصية مفضلة أدى دورها، لأنه يتشارك الكثير من الصفات معه، مثل شخصيته المحبة للمرح وحبه لحم الخنزير المقدد. التقى كتّاب العرض بجاكسون أثناء التصوير حتى يتمكنوا من دمج جوانب من شخصيته الحقيقية مع شخصية بودي. قال جاكيون أيضًا في المقابلة نفسها أنه أصبح قريبًا جدًا من الممثلين الآخرين في مسلسل لوك & كي بينما كانوا يصورون العرض.
في عام 2018، تم اختيار سكوت لأداء دور تيت ميليكين للفيلم المستقل القادم Gossamer Folds، من إخراج ليزا دوناتو. شارك في البطولة مع الكسندرا جراي وشين ويست. الفيلم من إنتاج ياردلي سميث.

## الأعمال
| السنة | الإسم            | الدور        | ملاحظات                           |
| ----- | ---------------- | ------------ | --------------------------------- |
| 2017  | إت               | جورجي دينبرو |                                   |
| 2018  | Skin             | تروي         | جائزة الأوسكار لأفضل فيلم حي قصير |
| 2019  | الأعجوبة         | مايلز بلوم   |                                   |
| 2019  | إت: الفصل الثاني | جورجي دينبرو |                                   |
| 2020  | Gossamer Folds   | تيت ميليكين  |                                   |
| 2020  | Rising           | Luke         | فيلم قصير                         |

| السنة | الإسم                 | الدور             | ملاحظات          |
| ----- | --------------------- | ----------------- | ---------------- |
| 2015  | عقول إجرامية          | كول فاسكيز        | حلقة "Outlaw"    |
| 2017  | اخشوا الموتى السائرون | تروي أوتو (الطفل) | حلقة "TEOTWAWKI" |
| 2020  | لوك & كي              | بودي لوك          | دور رئيسي        |

## روابط خارجية
- جاكسون روبرت سكوت على موقع IMDb (الإنجليزية)
- جاكسون روبرت سكوت على موقع روتن توميتوز (الإنجليزية)
- جاكسون روبرت سكوت على موقع قاعدة بيانات الفيلم (الإنجليزية)

- جاكسون روبرت سكوت على IMDB
- جاكسون روبرت سكوت على Rotten Tomatoes
- جاكسون روبرت سكوت على ElCinema
- جاكسون روبرت سكوت على AlloCiné